# Veevers crater
Veevers crater är en nedslagskrater i Australien. Den ligger i delstaten Western Australia.
Trakten runt Veevers crater är nära nog obefolkad, med mindre än två invånare per kvadratkilometer. Det finns inga samhällen i närheten.
Omgivningarna runt Veevers crater är i huvudsak ett öppet busklandskap.